# Steinbachiella leptoclada
Genre
Espèce
Steinbachiella leptoclada est une espèce de plantes à fleurs dicotylédones de la famille des Fabaceae, sous-famille des Faboideae, originaire d'Amérique du Sud. C'est l'unique espèce acceptée du genre Steinbachiella (genre monotypique). 